# Григорьев, Сергей Иванович (участник Цусимского сражения)
Сергей Иванович Григорьев (7 октября 1855 — после 1918) — русский морской офицер, участник Цусимского сражения.

## Биография
- 15 сентября 1872 — Зачислен в Морской корпус.
- 1 мая 1876 — Гардемарин.
- 3 мая 1876 — Заграничное плавание на броненосном фрегате «Петропавловск».
- 30 августа 1879 — Мичман.
- 30 сентября 1878 — Экипажный адъютант.
- 13 сентября 1879 — Зачислен в Минный офицерский класс.
- 19 сентября 1880 — Минный офицер 2-го разряда.
- 7 октября 1880 — Минный офицер броненосной батареи «Не тронь меня».
- 29 мая 1881 — Командир миноноски «Чайка», младший минный офицер пароходофрегата «Олаф».
- 1 января 1882 — Лейтенант.
- 24 июля 1882 — Командир миноноски «Касатка», минный офицер клипера «Наездник».
- 1 мая 1886 — Заведующий миноносцем № 53.
- 13 мая 1886 — Младший минный офицер плавучей батареи «Не тронь меня».
- 10 января 1891 — Минный офицер миноносца «Взрыв».
- 1 января 1892 — Старший офицер броненосца береговой обороны II ранга «Латник».
- 21 марта 1894 — Командующий миноносцем «Або».
- 19 июля 1894 — Старший офицер крейсера «Герцог Эдинбургский».
- 3 апреля 1894 — Врид командира крейсера «Герцог Эдинбургский».
- 17 июля 1896 — Командир транспорта «Артельщик».
- 19 марта 1897 — Старший офицер крейсера «Генерал-Адмирал».
- 16 декабря 1897 — Старший офицер крейсера «Память Азова».
- 8 февраля 1899 — Командир минного крейсера «Посадник».
- 15 ноября 1899 — Командир броненосца береговой обороны «Адмирал Лазарев».
- 4 мая 1900 — И. д. командира эсминца «Сокол».
- 5 марта 1901 — Командир учебного судна «Моряк».
- 6 октября 1901 — Капитан 2-го ранга.
- 6 декабря 1902 — Капитан 1-го ранга[1]
- 21 мая 1903 — Заведующий 16-м флотским экипажем.
- 7 июля 1903 — Командир достраиваемого эскадренного броненосца «Орёл».
- Май 1904 — Смещён с должности после тяжёлой аварии на корабле.
- 24 апреля 1904 — Сдал корабль капитану 1-го ранга Н. В. Юнгу.
- 25 октября 1904 — Назначен командиром броненосца береговой обороны «Адмирал Сенявин» в составе формируемой 3-й Тихоокеанской эскадры (9-й флотский экипаж).
- 14 мая 1905 — Командовал кораблем во время Цусимского сражения.
- 15 мая 1905 — Выполнил приказ адмирала Н. И. Небогатова о сдаче корабля.

Как и командир «Генерал-адмирала Апраксина», командир «Адмирала Сенявина» Григорьев сказал, что, не считая сигнал флагмана для себя обязательным, решился на сдачу броненосца ввиду безвыходности ситуации. Хотя в бою 14 мая ни один снаряд в корабль не попал, его десятидюймовые орудия, по словам Григорьева, пришли в негодность, фугасных снарядов почти не осталось, «топить же судно было бы долго, да и рискованно, так как неприятель был близко, а спасательных средств имелось немного». Допрошенные судом офицеры «Сенявина» подтвердили, что о сдаче узнали «пост фактум». Многие из них предлагали затопить корабль, но против приказа командира никто не пошел, ибо это означало уже бунт. Характерно следующее: «По ознакомлении с показаниями офицеров и нижних чинов обвиняемый Григорьев признал показания эти в частях, лично его касающихся, неправильными».
— Дукельский В. Процесс адмирала Небогатова
- 22 августа 1905 — Императорским приказом лишён звания и уволен со службы.
- 1906 — Приговорён судом к смертной казни с заменой наказания на 10-летнее заключение в крепости. Освобождён в 1909 году.